# Umm Charaza (Manbidż)
Umm Charaza – wieś w Syrii, w muhafazie Aleppo, w dystrykcie Manbidż. W 2004 roku liczyła 443 mieszkańców.